# Bernard Williams (atleta)
Bernard Rollen Williams III (Baltimora, 19 gennaio 1978) è un velocista statunitense, campione olimpico e mondiale della staffetta 4×100 metri.

## Biografia
Vincitore dei 100 metri piani ai Giochi panamericani del 1999, nel 2000 vinse i Campionati NCAA nella stessa specialità con i colori dell'Università della Florida e partecipò ai Giochi olimpici di Sydney con la squadra statunitense della staffetta 4×100 metri che vinse l'oro.
Nel 2004 è risultato positivo alla cannabis ad un test anti-doping ricevendo un avvertimento dall'USADA ma nessun periodo di squalifica.

## Palmarès
| Anno | Manifestazione      | Sede        | Evento      | Risultato | Prestazione | Note                          |
| ---- | ------------------- | ----------- | ----------- | --------- | ----------- | ----------------------------- |
| 1999 | Giochi panamericani | Winnipeg    | 100 m piani | Oro       | 10"08       |                               |
| 2000 | Giochi olimpici     | Sydney      | 4×100 m     | Oro       | 37"61       |                               |
| 2001 | Mondiali            | Edmonton    | 100 m piani | Argento   | 9"94        | Miglior prestazione personale |
| 2001 | Mondiali            | Edmonton    | 4×100 m     | Finale    | dq          |                               |
| 2003 | Mondiali            | Saint-Denis | 100 m piani | 4º        | 10"13       |                               |
| 2003 | Mondiali            | Saint-Denis | 4×100 m     | Oro       | 38"06       |                               |
| 2004 | Giochi olimpici     | Atene       | 200 m piani | Argento   | 20"01       | Miglior prestazione personale |

## Campionati nazionali
- 1 volta campione nazionale dei 100 metri piani (2003)

## Altre competizioni internazionali
2001
- Argento alla Grand Prix Final ( Melbourne), 200 m piani - 20"39

2002
- 4º alla Grand Prix Final ( Parigi), 100 m piani - 10"05

2003
- Oro alla World Athletics Final ( Monaco), 100 m piani - 10"04
- 6º alla World Athletics Final ( Monaco), 200 m piani - 20"80